# Mongeta vermella
La mongetera vermella, fesolera vermella o fesol fava de Sóller (Phaseolus coccineus) és una espècie del gènere de les mongetes, Phaseolus dins la família fabàcia) el nom comú és pel fet que moltes de les seves varietats tenen les flors vermelles i les llavors multicolors però algunes varietats tenen tant les flors com les llavors blanques. En anglès també es coneixen com a Butter Bean. i en Nàhuatl "ayocotl" que ha donat el nom d'"ayocote".
Difereix de la mongetera comuna (Phaseolus vulgaris) en diversos aspectes: el cotiledó roman dins la terra durant la germinació, i la planta és perenne amb arrels tuberoses amb midó, encara que en cultiu es fa servir com planta anual. La mongetera vermella es va originar a les muntanyes d'Amèrica central.

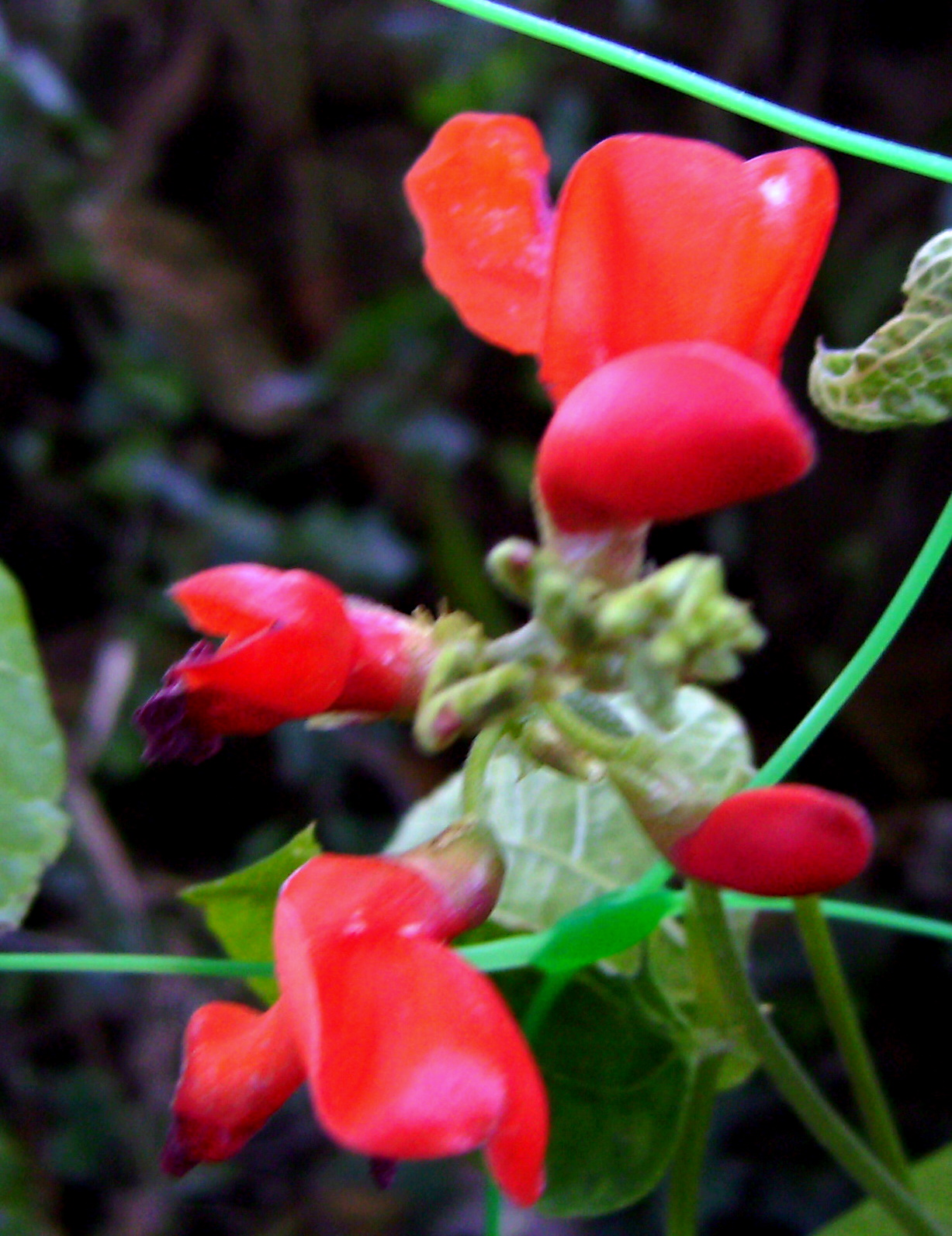
Flors de mongetera vermella cultivada a Castelltallat

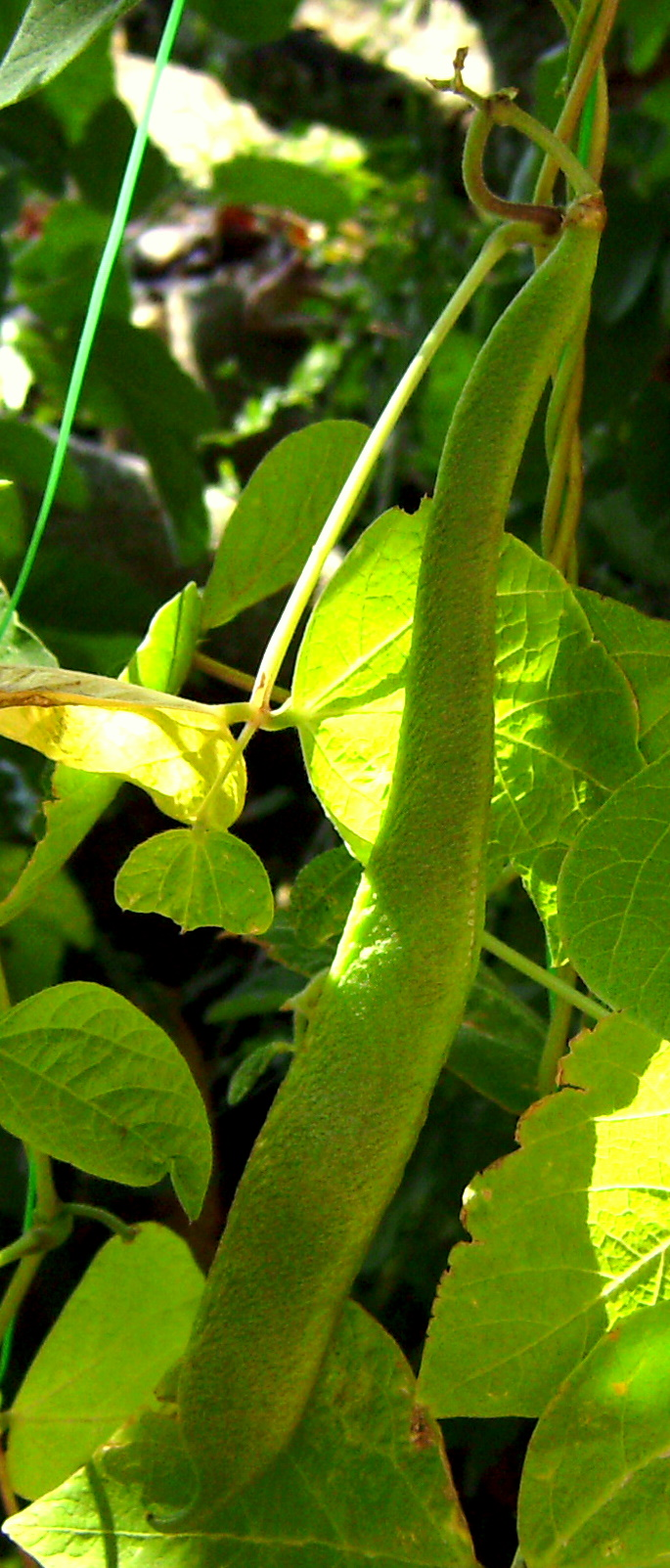
Tavella d'aquesta mongetera vermella

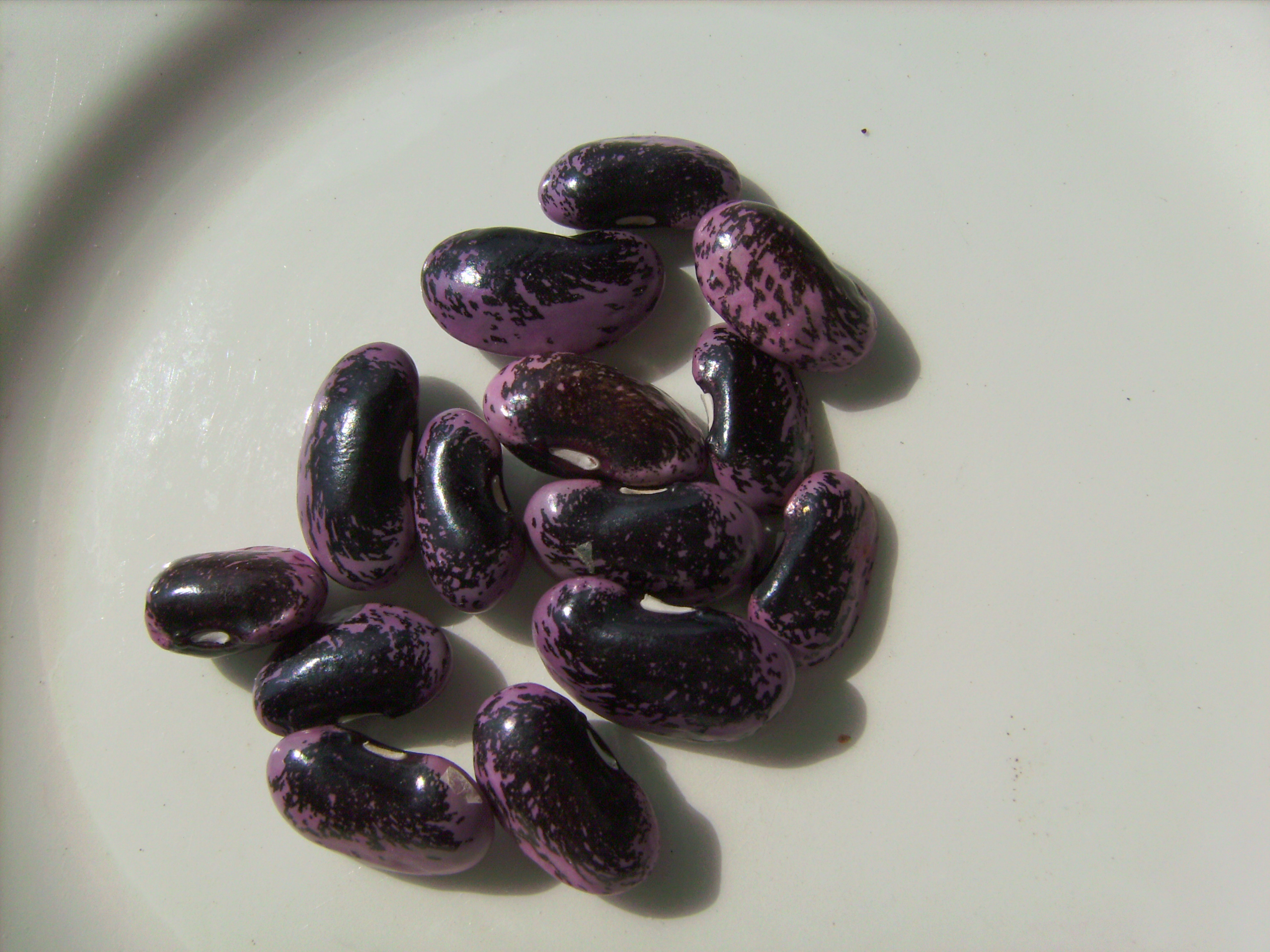
Mongetes de la mateixa planta

Es pot menjar com mongeta tendra en algunes varietats però en d'altres només es mengen les llavors. A Amèrica central també es mengen les arrels tuberoses. Als Estats Units es venen les flors com ornamentals. És una de les flors preferides pels colibrís.

## Llavors
Les llavors, que poden ser de diversos colors, són més grosses que les de la mongeta comuna, fan de 20 a 25 mm de llargada per 13-14 mm d'ample i 8 mm de gruix. De mitjana les llavors tenen un 20% de proteïna, 63% de carbohidrats 1,5% de greixos, 5% de fibra i 3,5 de cendres
Les mongetes vermelles tenen traces d'una lectina verinosa, Fitohemaglutinina, que també es troba en les mongetes comunes i, per tant, s'han de coure abans de menjar-les.

## Subespècies
Phaseolus coccineus subsp. darwinianus  és una subespècie cultivada de P. coccineus, coneguda com a mongeta Botil a Mèxic.

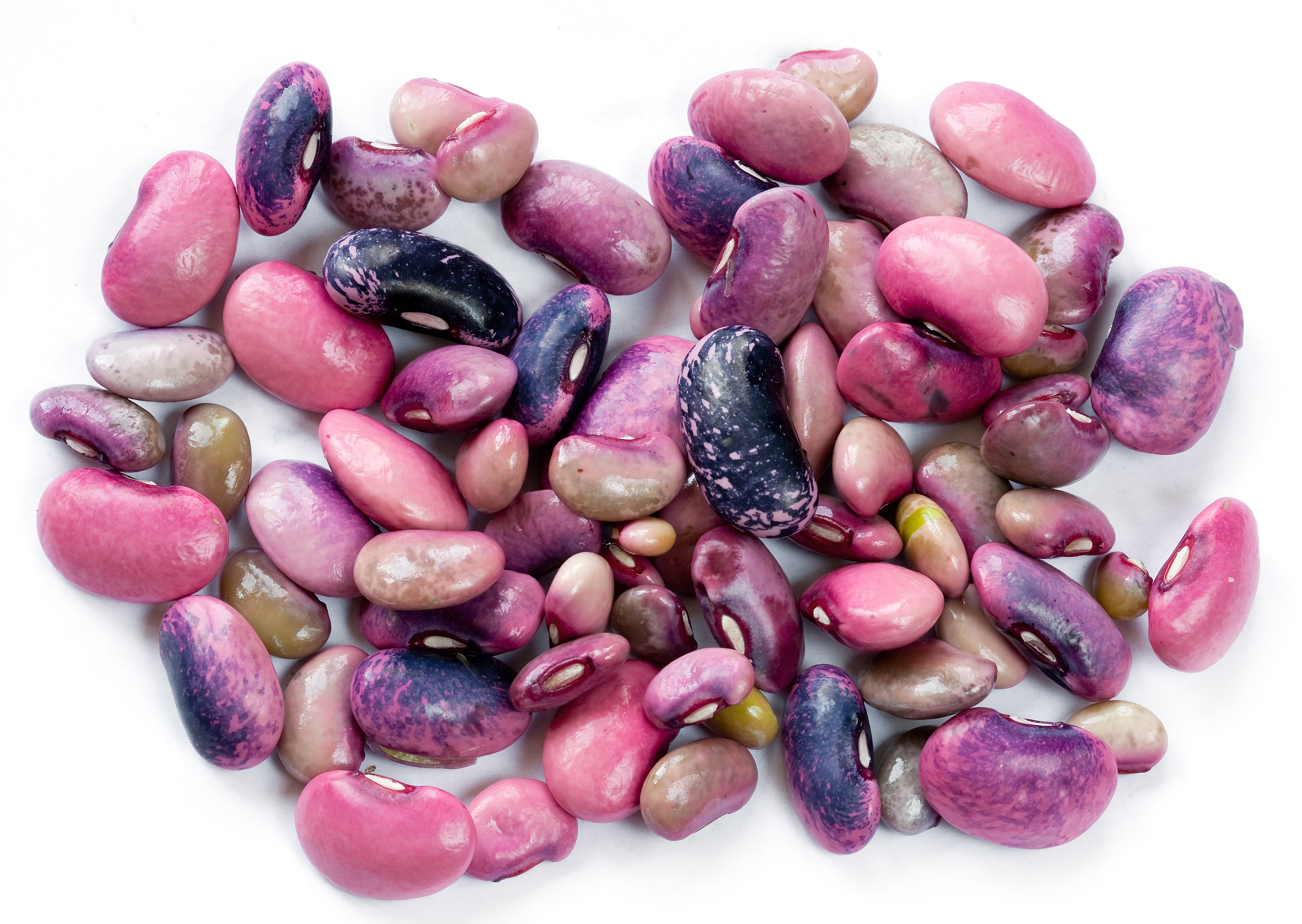
Varietat Scarlet Emperor